# Эшенбах (Берн)
Эшенбах (нем. Oeschenbach) — коммуна в Швейцарии, в кантоне Берн.
Входит в состав округа Аарванген. Население составляет 273 человека (на 31 декабря 2006 года). Официальный код — 0335.